# افق

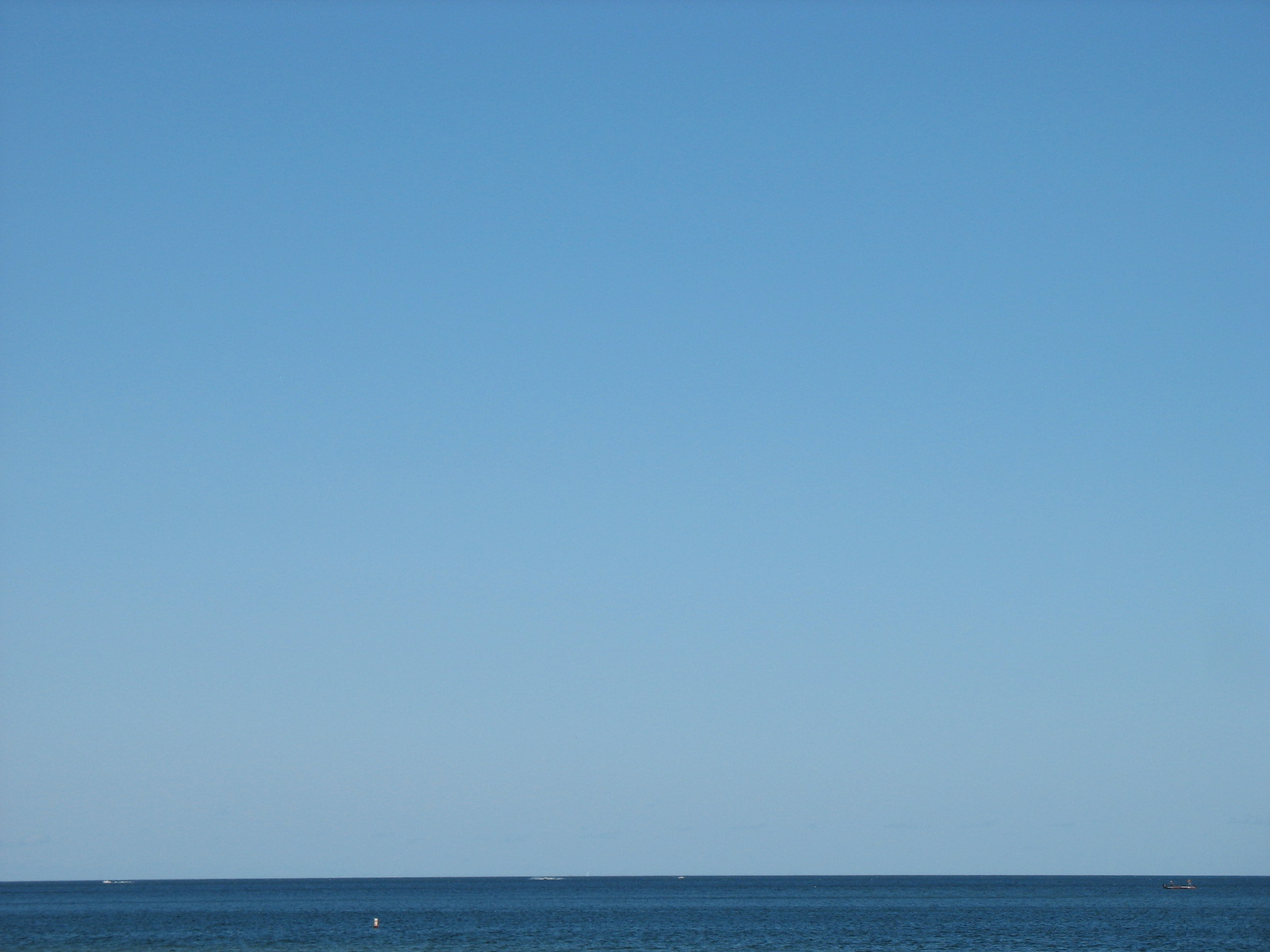
افق آبی

افق حقیقی (چپ متمایل به پایین)، افق قابل رویت (راست)، افق نجومی (چپ خط افقی)

اُفُقْ یا کَرانه آسمان ((خط آشکاری است که در همه سمت آسمان را از زمین جدا می‌سازد.)) در بسیاری از موقعیت‌ها، افق حقیقی به وسیله درختان، ساختمان‌ها و کوه‌ها تیره و مبهم به نظر می‌رسد و به آن افق قابل رویت می‌گویند. چنانچه افق با توجه به ارتفاع نجومی ناظر سنجیده شود افق نجومی می‌گویند که ارتفاع نجومی آن صفر است و از افق حقیقی بالاتر است.
فاصله یک تا افق دید وی از فرمول زیر بدست می‌آید:
{\displaystyle d\approx 3.856{\sqrt {h}}\,,}
که h ارتفاع شخص (به‌طور مثال قدش) بر حسب متر است و نتیجه نهایی بر حسب کیلومتر است.

## ریشه‌شناسی
واژگان «کران»، «کرانه» و «کنار» همگی برگرفته از پارسیگ هستند که به ترتیب کَران (پارسی میانه: karān)، کَنارَگ (پارسی میانه: kanārag) و کَنار (پارسی میانه: kanār) می‌باشند. همچنین واژه کران در زبان‌های سغدی (سغدی: kirān) و پهلوانیگ (پارتی: karān) نیز بازتاب یافته‌اند.